# 徳島健生病院
徳島健生病院（とくしまけんせいびょういん）は、徳島健康生活協同組合が徳島県徳島市下助任町に設置する病院。

## 概要
救急告示病院である。
厚生労働省の指定する臨床研修病院として認定を受けている。
NPО法人 卒後臨床研修評価機構認定病院(初回認定 2024年2月1日、エクセレント賞を受賞)
公益財団法人日本医療機能評価機構認定病院(病院評価は3rdG:Ver.2.0(初回認定2005年10月7日,2025年10月16日認定有効期限))。
社会福祉法に基づく無料低額診療事業を行っている。全日本民主医療機関連合会（民医連）に加盟している。

## 沿革
- 1964年(昭和39年) - 中前川町に健生診療所開所。
- 1966年(昭和41年) - 健生診療所から徳島健生病院となる。
- 1973年(昭和48年) -  病院を新築する。
- 2011年(平成23年) - 無料低額診療事業開始。
- 2012年(平成24年) - 亜急性期病床増床　全15床。
- 2013年(平成25年) - 健生病院162床へ（一般病床101床 障害者37床 回復期24床)、障害者病棟7対1入院基本料算定開始、亜急性期病床減床（全10床）。
- 2014年(平成26年) - 許可病床数変更（一般病床53床 障害者85床 回復期24床)、亜急性期病床廃止。
- 2015年(平成27年) - 健生病院174床へ（一般病床53床 障害者85床 回復期36床）。
- 2016年(平成28年) - 地域包括ケア病床開設、許可病床数変更（一般病床53床 障害者45床 回復期36床 地域包括ケア40床）。
- 2017年(平成29年) - 内科午後診療（月～金：14：00～17：00受付）開始。
- 2018年(平成30年) - 脳神経外科開科、休日リハビリテーション提供体制加算算定開始、健生病院186床へ（一般病床53床 障害者45床 回復期48床 地域包括ケア40床）。
- 2019年(令和元年) - 骨粗鬆症外来開設、便秘外来・呼吸器外来を開設。
- 2020年（令和2年） - 新病院を開院。
- 2023年（令和5年） - 骨粗鬆症センターを立ち上げる。

## 診療科
(この節の出典)
- 内科・総合診療科
- 外科
- 整形外科
- 眼科
- 心療内科
- 脳神経外科

## 医療機関の認定
(この節の出典)
- 保険医療機関
- 救急告知病院
- 難病指定医療機関
- 労災保険指定医療機関
- 指定自立支援医療機関（更生医療・育成医療・精神通院医療）
- 身体障害者福祉法指定医の配置されている医療機関
- 生活保護法指定医療機関
- 結核指定医療機関
- 原子爆弾被害者医療指定医療機関
- 原子爆弾被害者一般疾病医療取扱医療機関
- 公害医療機関
- 基幹型臨床研修病院
- 日本医療機能評価機構認定病院
- マンモグラフィー検査施設画像認定施設
- 大腸CT検査技術認定施設
- 日本臨床衛生検査技師会 日本臨床検査標準協議会 品質保証施設認証

## 患者会
- たんぽぽ会(糖尿病患者会)
- いきいき会(ぜん息患者会)

## 特徴
- 病院の理念により、差額ベッド料（個室料）を徴収していない[7]。

## 交通
(この節の出典)
- JR高徳線・JR牟岐線「徳島駅」より徒歩15分。
  - 徳島市バス徳島駅発、2系統・14系統乗車「八幡社前」停留所下車
  - 徳島バス徳島駅発、川内循環（左回りルート）・39・30・33・34・38・37系統乗車「八幡社前」停留所下車